# Хайнобовка

Хайнобовка — река в России, протекает в Усть-Кубинском районе Вологодской области. Устье реки находится в 3 км по левому берегу реки Содошка. Длина реки составляет 14 км.
Хайнобовка берёт начало в лесу в 5 км к северо-востоку от деревни Малая Гора (Богородское сельское поселение). Течёт на северо-запад по ненаселённому лесу, крупных притоков и населённых пунктов на берегах нет. Впадает в Содошку неподалёку от деревень Плосково и Езово (Богородское сельское поселение).

## Данные водного реестра
По данным государственного водного реестра России относится к Двинско-Печорскому бассейновому округу, водохозяйственный участок реки — озеро Кубенское и реки Сухона от истока до Кубенского гидроузла, речной подбассейн реки — Сухона. Речной бассейн реки — Северная Двина.
По данным геоинформационной системы водохозяйственного районирования территории РФ, подготовленной Федеральным агентством водных ресурсов:
- Код водного объекта в государственном водном реестре — 03020100112103000005207
- Код по гидрологической изученности (ГИ) — 103000520
- Код бассейна — 03.02.01.001
- Номер тома по ГИ — 03
- Выпуск по ГИ — 0